# Dolmen des Quatre Routes
Le dolmen des Quatre Routes, appelé aussi dolmen du Poultot, est situé à Marsac dans le département français de la Creuse.

## Historique
En 1860, la table de couverture fut débitée par des carriers. En 1986, l'édifice subit une fouille sauvage qui entraîne le vidage complet de la chambre à l'extérieur du dolmen. Roger Crédot y dirige une fouille de sauvetage en 1986-1987 et l'édifice bénéficie d'une étude complète en 1995.

## Description
La chambre funéraire est piriforme et ouvre à l'est. Elle était délimitée par huit orthostates : deux au nord (de respectivement 1,66 m et 1,68 m de hauteur), un à l'ouest et quatre au sud (de respectivement 1,14 m, 1,76 m, 1,62 m et 1,84 m de haut). L’orthostate ouest était encadrée par deux murets en pierre sèches qui furent arasés au XIXe siècle. Sa hauteur atteignait à l'origine 2 m de hauteur mais la dalle fut brisée et lors de la restauration de 1987 l'un des fragments fut redressé à tort à l'extrémité est de la chambre. Le mode de fermeture du côté est de la chambre demeure inconnu. Comme le sol était dallé de pierres plates, la hauteur sous plafond devait atteindre environ 1,80 m. Les dimensions du tumulus sont inconnues mais de petits alignements rectilignes de pierres au sol semblent indiquer un tumulus quadrangulaire d'environ 10,50 m côtés est et ouest et 9 m côtés nord et sud.

## Matériel archéologique
Le tamisage des déblais de la fouille sauvage de 1986 a livré un abondant matériel archéologique (284 objets dont 126 débris d'ossements) dont des armatures de flèches (tranchantes et perçantes), des perles (en cuivre, roche verte et verre) et des tessons de poterie. L'ensemble correspond à une période comprise entre le Néolithique moyen et l'âge du bronze ancien. Les quelque ossements calcinés découverts correspondent à un seul individu mais ils n'ont pu être datés. Ils peuvent correspondre à une inhumation tardive à l'âge du fer.